# Lentinan
Lentinan – organiczny związek chemiczny, polisacharyd D-glukozy, β-glukan (β-1,6:β-1,3-glukan) występujący w twardniku japońskim. Jest używany jako środek przeciwnowotworowy. Wykazuje silne działanie przeciwnowotworowe bez oznak toksyczności. Jego mechanizm działania jest nieznany, ale może mieć związek ze stymulacją produkcji interferonu.

## Właściwości
Lentinan jest nierozpuszczalny w zimnej wodzie, kwasach i w większości rozpuszczalników organicznych (w etanolu, eterze dietylowym, chloroformie, pirydynie, heksametylofosforamidzie), słabo rozpuszcza się w gorącej wodzie i DMSO, lepiej w zasadach i kwasie mrówkowym. Jest odporny na silne kwasy, jak kwas siarkowy czy kwas solny, jednak łatwo rozkłada się w podwyższonej temperaturze pod wpływem zasad. Rozkłada się również podczas ogrzewania powyżej temperatury 150 °C, a całkowity rozkład następuje w 250 °C.